# Маракайбо
 Тази статия е за града.  За езерото вижте Маракайбо (езеро).  
Маракайбо (на испански: Maracaibo) е град във Венецуела, главен град на щата Сулия.
Разположен е в северозападната част на страната край протока между Венецуелския залив и езерото Маракайбо. Той е вторият по население град във Венецуела след столицата Каракас. Към 2013 г. населението му е около 2 658 355 жители. Главно пристанище на страната. Има аерогара. Център на нефтодобивен район. Нефтопреработваща, хранително-вкусова и циментова промишленост. Много архитектурни паметници и университет.

## Етимология
Смята се, че името Маракайбо идва от смелия индиански вожд Мара, сражавал се храбро с испанците. Легендата гласи, че когато Мара загинал, индианците извикали: „Mara kayó!“ (Мара падна!), макар че би било странно индианците да викат на испански. Други историци казват, че първото име на тази земя на местния език е „Маара-иво“, което означава „Място, където има много змии“.

## История
Маракайбо е основан на 8 септември 1529 г. от немски колонисти (в колонията Клайн Венедиг) с участието на тогавашния губернатор на Венецуела, германския конквистадор Амброзиус Ехингер. Като доказателство са посочени откритите през 1938 г. документи на жреца Хуан де Робледо. Нарекли го Ной Нюрнберг (нем. Neu Nürnberg, „Нови Нюрнберг“), но скоро селището е изоставено.
Повторно е основан на 20 януари 1571 г. от капитан Алонсо Пачеко под названието Нуева Самора (Nueva Zamora), в края на тригодишни войни с местни индианци.
До XVII век градът е важно колониално пристанище, но след няколко нападения на пирати губи значението си. След откриване на нефтени находища през 1917 г. градът започва активно да се развива.

## Университети
През 1891 г. е основан университетът „Сулия“ („La Universidad del Zulia“).

## Личности
Родени
- Теодоро Петков (р. 1932), венецуелски политик, министър
- Лупита Ферер (р. 1947), венецуелска актриса

## Особености
Интернационалното летище Маракайбо (Aeropuerto Internacional La Chinita) е разположено на 15 km извън града в югоизточна посока.

## Култура
През 1974 г. в града се снима филмът „Двамата мисионери“.

## Побратимени градове
- Ню Орлиънс, САЩ
- Бремен, Германия
- Дърбан, Южна Африка
- Плоещ, Румъния